# Nadzvočno potniško letalo
Nadzvočno potniško letalo je reaktivno potniško letalo, ki lahko leti s hitrostjo večjo od zvoka. V vsej zgodovini so obratovali samo dve nadzvočni potniški letali in sicer Concorde in Tupoljev Tu-144. Zadnji potniški let Tu-144 je bil junija 1978, NASA ga je sicer uporabljala do leta 1999. Komercialno bolj uspešen Concorde pa je zadnjič poletel oktobra 2003 po 27 letih uporabe. Trenutno ni v uporabi in tudi v razvoju nobenega nadzvočnega potniškega letala, obstaja pa več predlogov za nadzvočno poslovno letalo. Concorde je bil sorazmerno varno letalo, imel je samo eno nesrečo. Tu-144 je imel eno nesrečo in en zasilni pristanek.
V 1950ih je bilo zaradi novih tehnologij veliko zanimanja za nadzvočna potniška letala, kmalu pa je postalo jasno, da ne bodo ekonomična. Poraba goriva je bila dosti večja, večje so bile tudi druge emisije zaradi drugačnega režima delovanja motorjev na nadzvočnih letalih. Nadzvočna letala so letela skoraj na dvakrat večji višini kot običajna reaktivna letala, okoljski vpliv izpustov na atmosfero in ozon še ni povsem raziskan. Problem je bil tudi zračni pok, ki je bil kljub veliki višini leta še vedno velik problem na zemlji. Tudi, ko letala niso letela nadzvočno so bila precej glasnejša od podzvočnih letal.
Nadzvočna letala potrebujejo posebno oblikovan trup in krila, najpogosteje se uporablja delta krilo. Pri nadzvočnih hitrostih se vzgon proizvaja precej manj efektivno kot pri podzvočnih. Razmerje vzgon/upor pri nadzvočni je precej manjše kot pri podzvočni. 